# Факер-Зе
Факер-Зе (нем. Faaker See, словен. Baško jezero) — альпийское озеро в земле Каринтия, Австрия. Площадь озера около 2,2 км², максимальная глубина — 29,5 м. Озеро является популярным туристическим местом, известно своей бирюзовой водой.
Курортные посёлки Эгг и Дроболлах на северном побережье принадлежат к городу Филлах. Деревня Фак на юго-западе, в честь которой было названо озеро, принадлежит к коммуне Финкенштайн-ам-Факер-Зе.

## Галерея
- Озеро Факер-Зе, вид на север
- Озеро, вид на Караванкен
- Вид на юг
- Зимний пейзаж, вид на север